# ماثيو دي ليو
ماثيو دي ليو هو مهندس كندي، ولد في 2 مارس 1995.

## وصلات خارجية
- الموقع الرسمي
- ماثيو دي ليو على موقع Racing-Reference.info (الإنجليزية)
- ماثيو دي ليو على موقع DriverDB.com (الإنجليزية)